# Головач, Уолтер
Уолтер Головач (англ. Walter Holowach, 3 ноября 1909 — 9 апреля 2008) — канадский шахматист украинского происхождения.
Неоднократный участник чемпионатов Канады. Чемпион провинции Альберта 1950 года.
В составе сборной Канады участник шахматной олимпиады 1939 года (выступал на 4-й доске).

## Спортивные результаты
| Год  | Город        | Соревнование                               | + | − | = | Результат | Место |
| ---- | ------------ | ------------------------------------------ | - | - | - | --------- | ----- |
| 1939 | Буэнос-Айрес | VIII Олимпиада (сборная Канады, 4-я доска) | 5 | 4 | 6 | 8 из 15   |       |
| 1945 | Саскатун     | Чемпионат Канады                           | 5 | 4 | 3 | 6½ из 12  | 6     |
| 1951 | Ванкувер     | Чемпионат Канады                           | 2 | 6 | 4 | 4 из 12   | 10—11 |